# たたら侍
『たたら侍』（たたらざむらい）は、2017年5月20日公開の日本映画である。
EXILE HIROがエグゼクティブプロデューサーを務めるオリジナルストーリーの作品。
近年の劇場映画では希少な、全編35mmフィルム撮影である。

## 内容
時は戦国時代。この乱世にあって、製鉄技術の一つである「たたら吹き」により生産される玉鋼（たまはがね）は、槍・日本刀などの刃の武器の良質な材料となりえ、それを使用して製造された武器は、武運を呼ぶ物として、時の大名や武将などから、戦闘に置いての実質的な価値以上に珍重されていた。
「たたら吹き」の伝統を受け継ぐ技術者の伍介の村へ、当時の最新兵器である鉄砲の材料である鉄を求める織田軍が迫る。伍介は自らの村落を防衛するため、侍に憧れを抱き、許嫁のお國を置いて修行の旅に出る。

## キャスト
伍介
演 - 青柳翔
新平
演 - 小林直己
お京
演 - 田畑智子
八重
演 - 宮崎美子
平次郎
演 - 豊原功補
惣兵衛
演 - 笹野高史
お國
演 - 石井杏奈
弥介
演 - 甲本雅裕
尼子真之介
演 - AKIRA
三洲穂
演 - 奈良岡朋子
与平
演 - 津川雅彦
長次郎
演 - 山本圭
喜介
演 - 高橋長英
豊衛門
演 - 品川徹
井上辰之進
演 - 早乙女太一
源蔵
演 - でんでん
梢
演 - 氏家恵
熊吉
演 - 橋爪遼
新右衛門
演 - 安部康二郎
佐吉
演 - 菅田俊
仙吉
演 - 音尾琢真
宗義
演 - 中村嘉葎雄
徳川家 家臣
演 - 佐野史郎

## スタッフ
- エグゼクティブプロデューサー - EXILE HIRO
- 監督・原作・脚本 - 錦織良成
- 撮影 - 佐光朗
- 照明 - 吉角荘介
- 録音 - 西岡正己
- 美術監督 - 池谷仙克
- 編集 - 日下部元孝
- 音楽 - 長岡成貢
- 主題歌 - 「天音」（歌・作詞：EXILE ATSUSHI、作曲・編曲：久石譲、エレクトリック・ヴァイオリン：西江辰郎）
- アクションディレクター - 飯塚吉夫
- 現像 - IMAGICAウェスト
- 統括プロデューサー - 森広貴
- 製作者 - 森雅貴、熊谷正寿、寺島ヨシキ、青山理、坂本健、中江康人、飯田雅裕
- プロデューサー - 川崎隆、清水洋一、鈴木大介
- 配給 - LDH PICTURES
- 制作プロダクション - LDH JAPAN、護緑
- 制作協力 - ユニークブレインズ、ENTER the DEE
- 製作 - 「たたら侍」製作委員会（LDH JAPAN、GMOインターネットグループ、エイベックス・ピクチャーズ、ローソン、青山商事、AOI Pro.、朝日新聞）

## 評価

### 受賞
- 第40回モントリオール世界映画祭 ワールドコンペティション部門 最優秀芸術賞（2016年）[2]
- ディレクターズ・フォートナイト・コルカタ 映画祭 国際長編映画部門  金の女神賞 （グランプリ）（2016年）[3]
- 第12回シネマ・オン・ザ・バイユー映画祭」長編部門 グランプリ （2017年）[4]
- 第1回チャトラパティ・シヴァージー国際映画祭 最優秀貢献賞[4]
- オークランド国際映画祭 [4]
  - 最優秀監督賞[4]
  - 最優秀撮影賞[4]
- 第2回 UK Screen One International Film  最優秀国際長編映画賞 [4]
- 第3回 phoenix Film Festival Melbourne 2017 最優秀長編映画賞[4]
- Canadian Diversity 映画祭」最優秀賞[4]
- 第3回ウルフインデペンデント国際映画祭 最優秀長編映画賞[4]
- 第1回Ramsgate International Film ＆ TV Festival[4]
  - 最優秀長編映画賞[4]
  - 最優秀監督賞[4]
- 第50回ワールドフェスト・ヒューストン国際映画祭」金賞[4]
- 第3回 Gulf of Naples Independent Film Festival」最優秀長編映画賞[4]

### 興行収入・動員数ランキング
10位（2017年5月20日 - 21日）→15位（2017年5月27日 - 28日）→23位（2017年6月3日 - 4日）

## 出雲たたら村
本作のオープンセットをテーマパーク化した「たたら映画村」、EXILEがプロデュースする「居酒屋えぐざいる」、島根の物産店や土産屋が並ぶ「ご縁坂」で構成されており、2016年7月15日から10月2日まで営業する。。

## 出演者の不祥事
映画公開直後の2017年6月2日、本作出演の橋爪遼が、覚醒剤取締法違反（所持）容疑で警視庁に逮捕された。 
橋爪は容疑を認めており、「たたら侍」製作委員会は、最短で2017年6月9日をもって映画館での上映を終了する事に決めた。
2017年6月7日、橋爪の出演部分を削除するなどの再編集を施し、映画館等での再上映を行なえるよう努力中と発表、同月9日、6月17日より再上映することが発表された。ただ上映館数は281館から24館へと激減している。